# Rhyacophila haplostephana
Rhyacophila haplostephana är en nattsländeart som beskrevs av Sun och Yang 1998. Rhyacophila haplostephana ingår i släktet Rhyacophila och familjen rovnattsländor. Inga underarter finns listade i Catalogue of Life.